# Simon Leviev
Simon Leviev (* 27. September 1990; geboren als Shimon Yehuda Hayut, hebräisch: סיימון לבייב) ist ein israelischer Hochstapler. Er ist vor allem durch die anhaltende Berichterstattung über sein betrügerisches Handeln sowie durch die gleichnamige Netflix-Dokumentation als „Der Tinder-Schwindler“ bekannt.
Nach Recherchen des Spiegel betrog Leviev seine Opfer  um mindestens eine Million Euro, Netflix berichtet es seien insgesamt zehn Millionen US-Dollar.

## Leben
Leviev wurde in Bnei Berak in Israel geboren. Im Alter von 15 Jahren zog er mit Freunden seiner Familie nach Brooklyn, New York in die USA.
Später änderte er seinen offiziellen Namen von Shimon Hayut in Simon Leviev und benutzte den Nachnamen Leviev, um vorzugeben, er sei mit Lev Avnerovich Leviev verwandt, einem israelischen Geschäftsmann, der als „König der Diamanten“ bekannt ist.
Bei einem seiner ersten Vergehen stahl Hayut ein Scheckbuch, das einer Familie gehörte, während er auf ihr Kind aufpasste, und das einer anderen Familie, während er als Handwerker in ihrem Haus arbeitete. Daraufhin wurde Hayut 2012 von einem israelischen Gericht angeklagt und des Diebstahls und der Fälschung von Schecks sowie des unbeaufsichtigten Zurücklassens eines Fünfjährigen, auf den er aufpasste, beschuldigt.
2015 wurde er in Finnland verhaftet und zu drei Jahren Gefängnis verurteilt, weil er mehrere Frauen betrogen hatte. Bei seiner Verhaftung in Finnland gab er an, ein 1978 geborener Israeli zu sein, und man fand bei ihm zwei gefälschte israelische Pässe, drei gefälschte israelische Führerscheine, zwei gefälschte israelische Fluggenehmigungen und fünf gefälschte American-Express-Kreditkarten.
Nachdem er seine Strafe vorzeitig beendet hatte, kehrte er nach Israel zurück, wo er 2017 erneut angeklagt und verurteilt wurde. Laut The Times of Israel nahm er jedoch eine andere Identität an, indem er seinen Namen in Simon Leviev änderte, und floh erneut aus dem Land. Hayut reiste durch Europa und gab sich als verschiedene Personen aus. In Deutschland beutete er mehrere Frauen unter dem Namen Michael Bilton aus.
Im Jahr 2019 wurde er von Interpol in Griechenland verhaftet, nachdem er einen gefälschten Reisepass benutzt hatte. Später im selben Jahr wurde er in Israel zu 15 Monaten Gefängnis verurteilt, kam aber nach fünf Monaten wegen der Coronavirus-Pandemie wieder frei.
Nach Angaben der Times of Israel gab er sich 2020 als medizinischer Mitarbeiter aus, um den COVID-19-Impfstoff frühzeitig zu erhalten.
Hayut wird auch von Norwegen, Schweden und dem Vereinigten Königreich wegen verschiedener Betrugs- und Fälschungsdelikte gesucht. Er wurde zudem von allen gängigen Dating-App-Anbietern gesperrt.
Spätestens im Februar 2023 wurden Anschuldigungen seiner Ex-Partnerin publik, nach der er ihr gegenüber handgreiflich geworden sei, worauf sie die Beziehung beendet habe. Er habe sie aber zuvor bereits emotional missbraucht, weshalb sie Anschuldigungen gegen ihn nicht ernst nahm. Das ukrainisch-israelische Model behauptet außerdem, dass Leviev ihr noch 150.000 US-Dollar schulde. Stand 2023 bietet Leviev über eine App den Versand von Videobotschaften gegen Bezahlung an.

## Vorgehen
Leviev gab sich auch als Sohn des russisch-israelischen Diamantenmoguls Leviev aus und nutzte verschiedene Dating-Apps, wie z. B. Tinder, um Frauen als Leviev zu kontaktieren und sie dazu zu bringen, ihm Geld zu leihen, welches er nie zurückzahlte. Er überzeugte die Frauen mit üppigen Geschenken und lud sie mit dem Geld, das er sich von anderen Frauen geliehen hatte, die er zuvor betrogen hatte, zu Abendessen in Privatjets ein.
Später gab er vor, von seinen „Feinden“ angegriffen zu werden, und schickte oft dieselben Nachrichten und Bilder, in denen er vorgab, dass sein Leibwächter angegriffen worden sei, und bat seine Opfer, ihm finanziell zu helfen. Die Opfer nahmen oft Bankkredite und neue Kreditkarten auf, um ihm zu helfen. Mit dem durch die Täuschung gewonnenen Geld lockte er dann neue Opfer an und betrieb im Grunde ein Schneeballsystem. Später gab er vor, seinen Opfern Geld zurückzuzahlen, indem er gefälschte Dokumente mit gefälschten Banküberweisungen oder gefälschte Luxusuhren schickte.